# Colletes merceti
Colletes merceti är en biart som beskrevs av Noskiewicz 1936. Colletes merceti ingår i släktet sidenbin, och familjen korttungebin. Inga underarter finns listade i Catalogue of Life.